# ترتشون (غوغر)
ترتشون (بالفارسية: ترچون) هي قرية تقع في إيران في قسم غوغر الريفي. يقدر عدد سكانها بـ 62 نسمة بحسب إحصاء 2016.